# Danny Ferry
Daniel John Willard "Danny" Ferry (Baltimore, Maryland, 17 de outubro de 1966) é um ex-jogador de basquetebol norte-americano. Ferry é atualmente gerente geral do Atlanta Hawks, franquia da National Basketball Association (NBA). Ferry foi o jogador que mais disputou partidas pelo Cleveland Cavaliers até dezembro de 2009, quando foi superado pelo lituano Žydrūnas Ilgauskas.

## Carreira
Iniciou sua carreira profissional no Los Angeles Clippers após o Draft da NBA em 1989, mas acabou não jogando e transferindo-se para o Virtus Roma da Itália. Pouco tempo depois, Ferry foi chamado pelo Cleveland Cavaliers no 3° pique do Draft da NBA, onde assinou um contrato de 10 anos.
No Cleveland Cavaliers, Ferry atuou por 10 temporadas entre 1990-2000, mas não o suficiente para ser considerado uma estrela ou ídolo da equipe. Destacou-se principalmente na temporada de 1995-1996, onde alcançou médias de 13.3 pontos por jogo. Encerrou seu vínculo com o Cleveland Cavaliers em 2000, após 723 jogos pela equipe. Em 2000, Ferry assinou com o San Antonio Spurs, onde jogou até a temporada de 2002-2003. Em 2003, foi campeão da NBA pela equipe do Texas e se aposentou.
Em 2005, Ferry assinou um contrato de 5 anos com o Cleveland Cavaliers para ser gerente geral da equipe. Desde 2012, Ferry é o gerente geral do Atlanta Hawks.